# Sông Hovd
Sông Khovd hay sông Hovd (tiếng Mông Cổ: Ховд гол) là một dòng sông ở Mông Cổ. Nó chảy từ núi Tavan Bogd của dãy Altai đến hồ Khar-Us. Đây là một trong những con sông dài nhất ở Mông Cổ. Nó dài 516 km. Các nhánh lớn nhất là Tsagaan-Gol, Sogoo-Gol, Sagsay-Gol và Usany-Kholayn-Gol.
Khu vực lưu vực của dòng sông có một hồ lớn - Tal-Nuur.